# Kimberly Brady
Kimberly Brady is een personage uit de soapserie Days of our Lives. Patsy Pease speelde de rol op contractbasis van 1984 tot 1990 en van 1991 tot 1992. Daarna maakte ze nog vele gastoptredens voor familieaangelegenheden.

## Personagebeschrijving
Kimberly is de dochter van Shawn en Caroline Brady en is het tweede oudste kind. Ze heeft twee broers, Roman en Bo en een zus Kayla. Max Brady en Frankie Brady zijn haar geadopteerde broers.
Kimberly kwam in 1984 naar Salem voor de begrafenis van haar broer Roman. Ze werd verliefd op Shane Donovan. Kim kreeg van tijd tot tijd een aanval van tijdelijke blindheid. Na een vakantie in Engeland vonden ze Emma, de zogenaamd overleden echtgenote van Shane. Kim trok zich terug uit de relatie. De blindheid van Kim kwam er door te veel stress en Kim kreeg nu de aandacht van de rijke zakenman Victor Kiriakis, die eigenlijk achter haar moeder aanzat. Shane scheidde van Emma en nadat Kim haar zicht teruggekregen had verzoende het koppel zich.
In 1985 kwam Kimberly in het bezit van een filmrol met daarop afdrukken van de locatie van een schat waar Victor Kiriakis en Stefano DiMera achter zaten. In Miami probeerden Bo, Hope, Kim en Shane om Victor te saboteren. Shane werd door Victor gevangengenomen en Kimberly sliep met hem zodat hij het leven van Shane spaarde. Victor, Savannah Wilder en Steve “Patch” Johnson werden gearresteerd maar ze werden vrijgelaten omdat Victor Larry Welch chanteerde om de schuld op zich te nemen.
Tegen het einde van het jaar verloofden Kimberly en Shane zich. Kim ontdekte dat ze zwanger was en was bang dat Victor de vader zou zijn, maar verzweeg dit voor Shane. Toen Shane dit toch ontdekte verbrak hij de verloving. Er werd een vaderschapstest gedaan, die Emma Donovan Marshall echter vervalste zodat iedereen dacht dat Victor de vader was. Shane was naar West-Virginia gegaan en Kimberly volgde hem in de hoop dat ze zich konden verzoenen. Kimberly beviel in een chalet in de bossen en Shane hielp haar bij de bevalling en verklaarde zijn liefde voor Kimberly en haar kind Andrew. Ze besloten te trouwen ondanks het feit dat Victor de vader was. Emma was woedend toen ze het nieuws vernam en liet Kimberly, onwetend, adoptiepapieren ondertekenen.
Emma wilde Andrew op de zwarte markt verkopen, maar werd uiteindelijk gevat. Ze zei dat ze ontoerekeningsvatbaar was omdat ze nog steeds verliefd was op Shane. Andrew werd echter niet teruggevonden en Kimberly en Shane gingen uit elkaar. Toen Emma dood aangetroffen werd, werd Kimberly gearresteerd voor de moord. Kimberly was onschuldig en Shane probeerde haar vrij te krijgen. Shane ontdekte dat Barbara Stewart Andrew geadopteerd had en toen ze Salem probeerde te ontvluchten met Andrew kreeg ze een ongeval en stierf ze. Shane ontdekte ook dat zijn oude ISA-partner Gillian Foster Emma had vermoord en Kimberly schuldig liet lijken in de hoop hen uit elkaar te halen. Andrew keerde terug bij zijn moeder. Kim en Shane trouwden op 4 mei 1987. Later dat jaar werd Andrew door een auto aangereden en naar het ziekenhuis gebracht en er was een bloedtransfusie nodig. Toen vervolgens bleek dat Victor niet dezelfde bloedgroep had als Andrew, kwam aan het licht dat Shane de vader was.
Kimberly werd bevriend met een jong meisje, Eve Baron, en ze nam haar onder haar vleugels en liet haar babysitten op Andrew. Eve had echter een verborgen agenda, ze was de dochter van Emma en Shane en wilde het huwelijk van Shane en Kimberly doen mislukken. Shane wist niet eens dat hij een dochter had met Emma. Eve kwam in aanvaring met het gerecht en gaf nu aan Shane toe dat ze zijn dochter was. Shane nam Eve in huis en adopteerde haar. Kimberly was opnieuw zwanger, maar de stress die Eve met zich meebracht was niet goed voor de baby. Eve werd door haar voormalige pooier Nick Corelli gedwongen om zich opnieuw te prostitueren. Eve vroeg Kimberly om hulp en toen zij zich ging moeien werd ze aangevallen waarbij ze haar baby verloor. Ook Eve werd aangevallen en aan een slag in haar gezicht met een mes hield ze een permanent litteken over.
Dan ontdekte Shane dat Eves moeder Gabriel Pascal was en niet Emma Donovan. Kimberly, die overstuur was ging tijdelijk weg om alles op een rijtje te zetten. Toen Shane gevoelens kreeg voor zijn ex Gabriel vroeg hij de scheiding aan. Kimberly kwam later dat jaar terug naar Salem en toen Eve werd aangevallen door de Riverfront Knifer ging Kimberly undercover als hoer om hem te ontmaskeren. Kimberly werd aangevallen en toen Shane hoorde wat zij gedaan had om zijn dochter Eve te helpen verzoenden ze zich weer. Toen haar zus Kayla zich herinnerde dat Harper Deveraux de Riverfront Knifer was, werden ze beiden door Harper gegijzeld. Ze werden door Steve Johnson gered en Harper werd gearresteerd.
Kim en Shane hernieuwden hun trouwgeloften in 1988 en gingen op huwelijksreis naar Engeland. Daar kwam Kim een man tegen van wie ze dacht dat hij Shane was, maar het bleek zijn tweelingbroer Andrew “Drew” Donovan III te zijn. Shane dacht dat Drew overleden was maar in feite was hij op geheime missie voor de ISA. Drew ging samen met Kim en Shane mee naar Salem. Shane was echter achterdochtig en uiteindelijk bleek dat Drew al jaren voor Stefano werkte. In 1989 nam Shane en gevaarlijke opdracht aan voor de ISA en werd later dood verklaard. Kim zocht troost in de armen van Cal Winters en op de avond dat ze de liefde bedreven keerde Shane terug naar huis en zag zijn vrouw vrijen met een andere man in hun bed, Shane leed wel aan geheugenverlies. Shane ging weg uit Salem met een vrouw die Rebecca heette en die hem in de bergen gevonden had. Later keerden ze terug en Shane ging naar Kimberly, maar zij dacht dat hij een inbreker was en schoot hem neer. Cal had enkele nepinbraken geënsceneerd zodat Kimberly zich onveilig zou voelen en dat ze naar hem zou gaan voor bescherming, hij had haar een wapen gegeven in de hoop dat ze Shane zou vermoorden als hij terugkwam. Shane overleefde en vergaf Kimberly, maar daarna stond een nieuw obstakel hun in de weg. Kimberly was zwanger en dacht dat Cal de vader was. Cal had een dokter gechanteerd om de vaderschapstest te vervalsen. Kimberly wilde in het geheim een abortus laten uitvoeren, maar toen Shane dit ontdekte stopte hij haar. Kimberly hield het kind maar verliet Salem tijdelijk en beviel enkele maanden later van een dochter Jeannie. Toen Kimberly naar Salem terugkeerde, ontsnapte Cal Winters uit de gevangenis en ontvoerde Kimberly en haar zus Kayla. Shane kon hen beiden redden en Cal belandde weer in de gevangenis.
Kimberly vermoedde dat Jeannie niet van Cal was en verzon een verhaal, ze vertelde aan Cal dat Jeannie gewond was en een bloedtransfusie nodig had van een nauw familielid. Zij had een andere bloedgroep dan Jeannie en daarom moest Cal bloed afstaan. Cal gaf nu toe dat hij niet de vader was van Jeannie. Shane bouwde een band op met Jeannie maar dit volstond niet om hem terug samen te krijgen met Kimberly. Uiteindelijk verliet Kimberly Salem en Shane stortte zich op zijn werk. In 1991 keerde Kimberly terug en zag dat haar zuster Kayla, die intussen weduwe was geworden achter Shane aan zat. Het werd nog gecompliceerder toen Chief Tarrigton Kim en Shane samen de opdracht gaf om Lawrence Alamain te onderzoeken. Ze dachten dat hij een virus had ontwikkeld om ISA-agenten uit te schakelen.
Kimberly hielp Lawrence om te ontdekken waarom hij vaak een black-out had. Lawrence nam al heel zijn leven medicatie omdat hij dacht dat hij een probleem met zijn bloeddruk had. Eigenlijk drukte hij herinneringen weg aan zijn jongere broer, Forrest, die in een zwembad verdronken was. Lawrence' ouders vonden het beter dat hij deze traumatische dag zou vergeten en besloten hem pillen te geven. Terwijl ze Lawrence bespiedde ontdekte Kim een geheime camera met videobeelden van elke kamer in het huis. Kim vond een tape waarop Lawrence toegaf dat hij Jennifer Horton verkracht had, maar ze kon Lawrence niet ontmaskeren omdat haar broer Bo besmet was met het virus dat Lawrence verspreid had en ze kon het vertrouwen van Lawrence niet beschamen. Kim zorgde er wel voor dat Jack Deveraux de videotape vond waardoor Lawrence naar de gevangenis ging. Uiteindelijk werd Bo genezen en Kim verliet Salem opnieuw omdat ze dacht dat een verzoening met Shane uitgesloten was.
In 1992 keerde ze weer terug samen met haar verloofde, filmproducent Philip Collier. Toen ze op een dag de straat overstak werd ze aangereden door een dronken chauffeur en viel in coma. Na een tijdje ontwaakte ze. Toen ze het liedje "Somebody to Love" van Jefferson Airplane hoorde nam haar gespleten persoonlijkheid Lacey de overhand. Toen Kimberly nog een tiener was werd ze gemolesteerd door haar oom Eric. "Somebody to Love" was toen ook op de radio en Kimberly creëerde een tweede persoonlijkheid, Lacey, die de pijn van Kimberly wegnam. Als Lacey ging Kimberly vaak naar een bar. Op een avond probeerde Rusty Hustan Lacey te verkrachten en hij bedreigde haar met een mes. Lacey verdedigde zich en Rusty viel op zijn eigen mes waardoor hij stierf. Lacey nam het mes en de blauwe jurk die ze aanhad en verstopte deze. Kimberly kon zich de moord niet herinneren en verschrok zich fel toen ze het mes en de bebloede jurk terugvond.
Kimberly vertelde dit aan Philip, die meteen door had dat er iets niet in de haak was. Kimberly's derde persoonlijkheid Clare nam nu de overhand en ze maakte zich bekend aan Philip. Hij maakte een videofilm van Clare die hem handboeide en met hem de liefde bedreef. Toen Roman de bewijzen vond om zijn zuster te arresteren voor de moord op Rusty nam Clare opnieuw over en schoot Roman neer. Roman overleefde, maar moest een hersenoperatie ondergaan om de kogel te verwijderen. Philip bewees met de tape dat Kimberly niet zichzelf was. Kimberly werd opgenomen en later weer vrijgelaten toen Marlena haar hielp met van haar gespleten persoonlijkheden af te komen. Eind 1992 verlieten Philip en Kimberly Salem.
Kimberly maakte nog af en toe een gastoptreden en was van 1997 tot 1998 weer enkele maanden te zien, zij het in een kleine rol, toen haar dood gewaande broer Roman weer opdook in Salem en ziek was. Later kwam ze nog enkele keren terug, zoals bij de doop van haar neefje Zack Brady en de begrafenis van haar moeder Caroline in 2003.
In 2013 verschijnt de mysterieuze Theresa in Salem. Ze koopt wiet van JJ Devereaux. Later blijkt dat Theresa eigenlijk Jeannie is, de dochter van Shane en Kimberly. Ze gaat echter nu door het leven als Theresa Donovan. Haar tante Kayla Brady zorgt ervoor dat Theresa een baan krijgt als de assistente van Jennifer Horton. Jennifer vertrouwt Theresa niet aangezien ze omgaat met haar zoon, JJ die op het slechte pad is.